# Aulus Licinius Archias
Aulus Licinius Archias (grekiska Αρχίας), född omkring 120 f.Kr. i Antiokia i Syrien, död 61 f.Kr., var en grekisk skald.
Archias kom till Rom 102 f.Kr. och fick romersk medborgarrätt. Mest bekant är Archias för att han i en rättegång försvarades av sin förre lärjunge, Cicero. 